# Vierge à l'Enfant entourée de saint Jean-Baptiste et d'une sainte
Vierge à l'Enfant entourée de saint Jean-Baptiste et d'une sainte – ou encore Sainte Conversation Giovanelli – est un tableau du peintre italien Giovanni Bellini réalisé vers 1500. Cette tempera et huile sur bois est une Madone se tenant devant un vaste paysage entre Jean le Baptiste et une sainte qui pourrait être Barbe d'Héliopolis ou Marie Madeleine. Elle est conservée aux Galeries de l'Académie, à Venise.